# Eliza Taylor
Eliza Jane Taylor-Cotter Morley (Melbourne, 24 novembre 1989) è un'attrice australiana.
È nota principalmente per aver interpretato Rosie Cartwright nella serie tv The Sleepover Club e per il ruolo di Clarke Griffin nella serie post apocalittica e fantastica The 100. E Sarah in "Pirate's Islands".

## Biografia
Nata a Melbourne, debutta in televisione nel 2003 ne Le isole dei pirati. Nello stesso anno ottiene la parte di Rosie Cartwright nella serie per ragazzi The Sleepover Club e appare in Neighbours e Blue Heelers - Poliziotti con il cuore. 
Nel 2005 entra a far parte del cast fisso di Neighbours nel ruolo di Janae Timmins, che ricopre fino al 2008. Compare inoltre in diversi telefilm australiani come Blue Water High, Rush, Packed to the Rafters e All Saints. 
Nel 2012 recita nel film horror 6 Plots e, nel 2013, nell'horror Patrick: Evil Awakens. Nel 2014 appare nel thriller The November Man con Pierce Brosnan e Luke Bracey. A partire dallo stesso anno, è la protagonista della serie TV statunitense The 100.
Nel 2017 recita accanto a Pablo Schreiber e Lena Headey nel thriller Thumper, proiettato in anteprima alla 16ª edizione del Tribeca Film Festival nella sezione Spotlight, ed è protagonista del film a tema natalizio targato Netflix Un'eredità per Natale. Nel 2019 sposa Bob Morley.

## Vita privata
Il 5 maggio 2019 si è sposata in segreto alle Hawaii con Bob Morley.
Il 19 marzo 2022 nasce il loro primo figlio, Henry.

## Filmografia

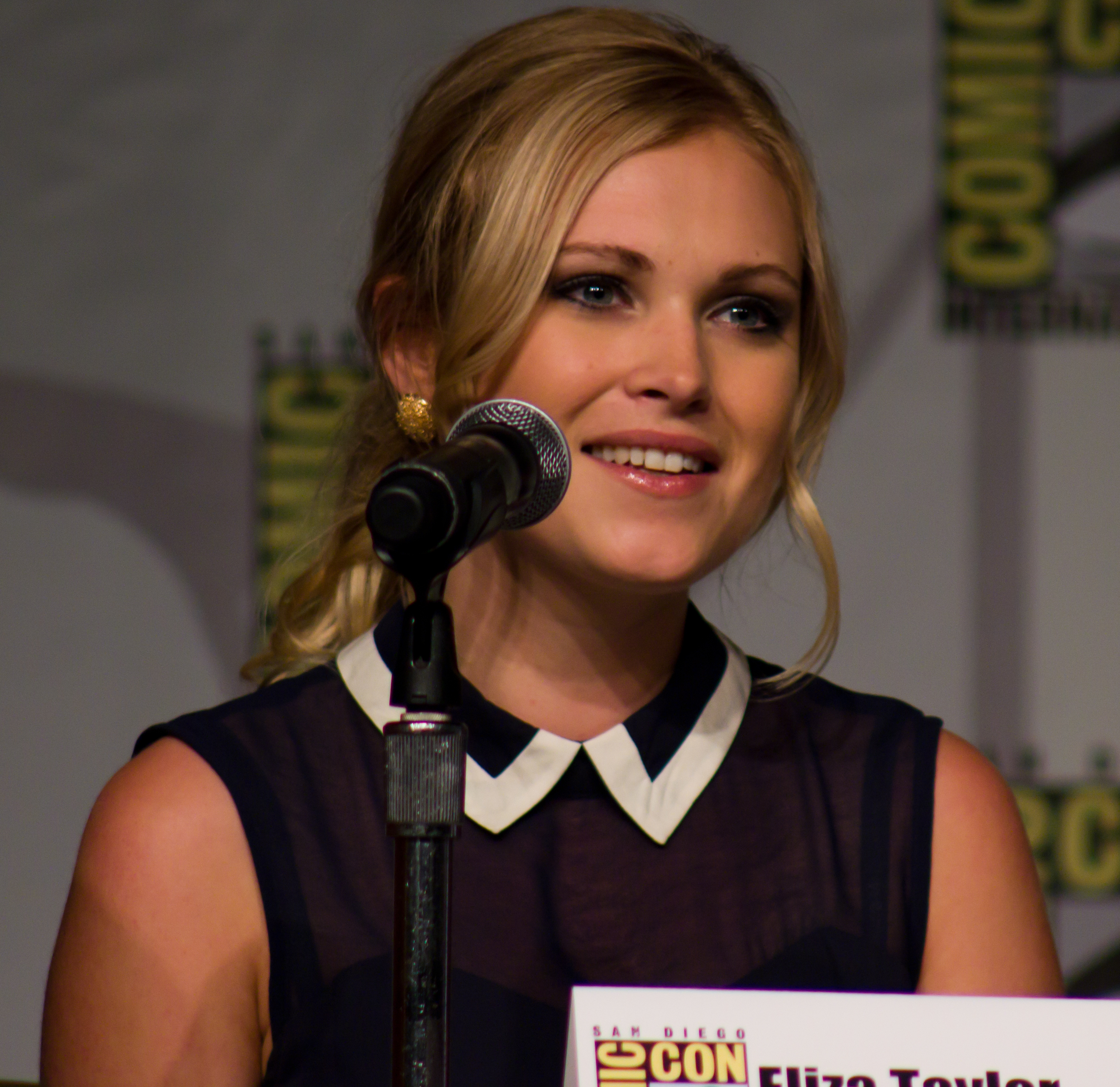
Eliza Taylor al San Diego Comic-Con International nel 2013

### Cinema
- 6 Plots, regia di Leigh Sheehan (2012)
- Patrick: Evil Awakens, regia di Mark Hartley (2013)
- The November Man, regia di Roger Donaldson (2014)
- Thumper, regia di Jordan Ross (2017)
- Un'eredità per Natale (Christmas Inheritance), regia di Ernie Barbarash (2017)

### Televisione
- Neighbours – soap opera, (2003-2008)
- Le isole dei pirati (Pirate Islands) – serie TV, 26 episodi (2003)
- The Sleepover Club – serie TV, 26 episodi (2003-2004)
- Blue Heelers - Poliziotti con il cuore (Blue Heelers) – serie TV, episodio 11x07 (2004)
- Blue Water High – serie TV, episodio 2x09 (2006)
- Rush – serie TV, episodio 1x08 (2008)
- Packed to the Rafters – serie TV, episodio 1x20 (2009)
- All Saints – serie TV, episodio 12x35 (2009)
- City Homicide – serie TV, episodio 4x06 (2010)
- Howzat! Kerry Packer's War – miniserie TV, episodio 1x02 (2012)
- Mr. & Mrs. Murder – serie TV, episodio 1x10 (2013)
- Nikita – serie TV, episodio 4x01 (2013)
- The 100 – serie TV, 93 episodi (2014-2020)
- The Orville – serie TV, episodio 3x07 (2022)
- Quantum Leap – serie TV, 13 episodi (2023-2024)

### Teatro
- Snow White and the Seven Dwarfs (2007-2008)

### Cortometraggi
- The Laundromat, regia di Timothy Melville (2010)
- Planes, regia di Roderick Nathan Diaz (2012)
- Natural, regia di Charmaine Kuhn (2013)

## Riconoscimenti
- E! Online Awards
  - 2015 – Miglior bacio (con Alycia Debnam-Carey) per The 100
  - 2015 – Candidatura per il miglior combattimento (con Dichen Lachman) per The 100

- Inside Soap Awards
  - 2007 – Candidatura per la miglior attrice per Neighbours
  - 2008 – Candidatura per la donna più sexy per Neighbours

- MTV Fandom Awards
  - 2015 – Candidatura per la coppia dell'anno (con Alycia Debnam-Carey) per The 100
  - 2016 – Candidatura per la coppia dell'anno (con Alycia Debnam-Carey) per The 100

- Teen Choice Awards
  - 2015 – Candidatura per la miglior attrice in una serie sci-fi/fantasy per The 100
  - 2016 – Candidatura per la miglior attrice in una serie sci-fi/fantasy per The 100
  - 2016 – Candidatura per la miglior intesa in una serie televisiva (con Bob Morley) per The 100
  - 2017 – Candidatura per la miglior attrice in una serie sci-fi/fantasy per The 100
  - 2017 - Candidatura per la migliore ship (con Bob Morley) per The 100

## Doppiatrici italiane
Nelle versioni in italiano delle opere in cui ha recitato, Eliza Taylor è stata doppiata da:
- Letizia Scifoni in The Sleepover Club, The 100, The November Man
- Silvia Avallone in Un'eredità per Natale
- Eva Padoan in Le isole dei pirati